# منا (کاتب)

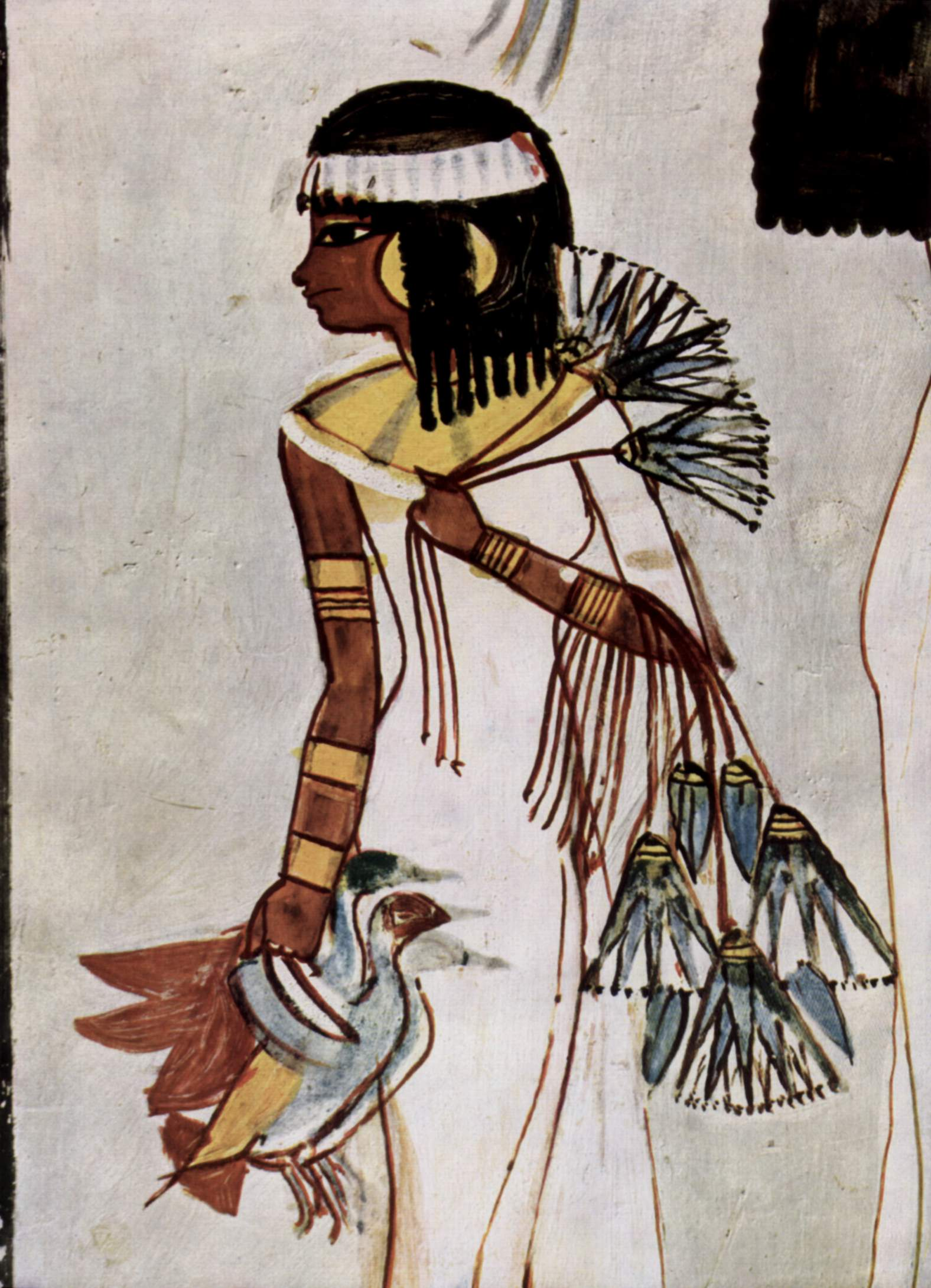
یکی از دختران منا در حال حمل پرندگان و گل های نیلوفر آبی.

منا (انگلیسی: Menna) یک کاتب و صنعت‌کار مصر باستان بود. وی در دوران حکومت توتمس چهارم از دودمان هجدهم مصر زندگی می‌کرد و لقبش «کاتب پروردگارِ سرزمین‌های مصر علیا و سفلی» بود.
وی در مقبرهٔ شماره «TT69» در «شیخ عبدالقرنة» واقع در المعادی (روبروی اقصر فعلی) دفن شده است.